# Немоли
Немоли (итал. Nemoli) — коммуна в Италии, расположена в регионе Базиликата, подчиняется административному центру Потенца.
Население составляет 1553 человека, плотность населения составляет 82 чел./км². Занимает площадь 19 км². Почтовый индекс — 85040. Телефонный код — 0973.
Покровительницей коммуны почитается Пресвятая Богородица (Madonna della Grazie), празднование 2 июля.

## Источник
- Luigi Ranieri, Basilicata, Unione tipografico-editrice torinese, 1972